# ジョセフ・グリーン
ジョセフ・アンドリュー・グリーン（Joseph Andrew Green, 1881年1月14日 - 1963年10月27日）は、アメリカの軍人。第二次世界大戦期の1940年から1942年にかけて、アメリカ陸軍沿岸砲兵隊司令官を務めた。

## 経歴
1881年、アイオワ州チェロキーに生まれる。1906年に陸軍士官学校を卒業。第一次世界大戦ではアメリカ遠征軍に参加してフランス戦線に従軍した。
戦後、戦争省参謀部に勤務。1931年、第61沿岸砲兵連隊の連隊長に就任。1937年には沿岸砲兵隊司令官付監督将校(Executive officer)に就任し、1940年には沿岸砲兵隊司令官となる。
1942年、沿岸砲兵隊が解体される。その後、グリーンは高射砲司令部(Anti-Aircraft Artillery Command)の司令官となり、1946年の退役までこの職を務めた。
1963年10月27日に死去し、フォート・サム・ヒューストン国立墓地に埋葬された。

## 受章
ジョセフ・グリーンはアメリカ軍人として以下の勲章等を受章している。
|  |                                   |  |
|  | Gold star · Gold star · Gold star |  |
|  | Bronze star                       |  |

| 1段目 | 陸軍殊勲章               | 陸軍殊勲章               | 陸軍殊勲章               | 陸軍殊勲章                       | 陸軍殊勲章                       | 陸軍殊勲章                       | 陸軍殊勲章                 | 陸軍殊勲章                 | 陸軍殊勲章                 | 陸軍殊勲章 | 陸軍殊勲章 | 陸軍殊勲章 |
| 2段目 | レジオン・オブ・メリット | レジオン・オブ・メリット | レジオン・オブ・メリット | 第一次世界大戦戦勝記念記章       | 第一次世界大戦戦勝記念記章       | 第一次世界大戦戦勝記念記章       | アメリカ防衛従軍記章       | アメリカ防衛従軍記章       | アメリカ防衛従軍記章       |            |            |            |
| 3段目 | アメリカ従軍記章         | アメリカ従軍記章         | アメリカ従軍記章         | 欧州・アフリカ・中東戦線記念記章 | 欧州・アフリカ・中東戦線記念記章 | 欧州・アフリカ・中東戦線記念記章 | 第二次世界大戦戦勝記念記章 | 第二次世界大戦戦勝記念記章 | 第二次世界大戦戦勝記念記章 |            |            |            |